# 公典宫 (维琴察)
45°32′51″N 11°32′48″E / 45.547514°N 11.546630°E
公典宫（Palazzo del Monte di Pietà）是意大利维琴察的一座历史建筑，建于15-17世纪，主立面位于 领主广场，其中央部分与圣文生堂结合。

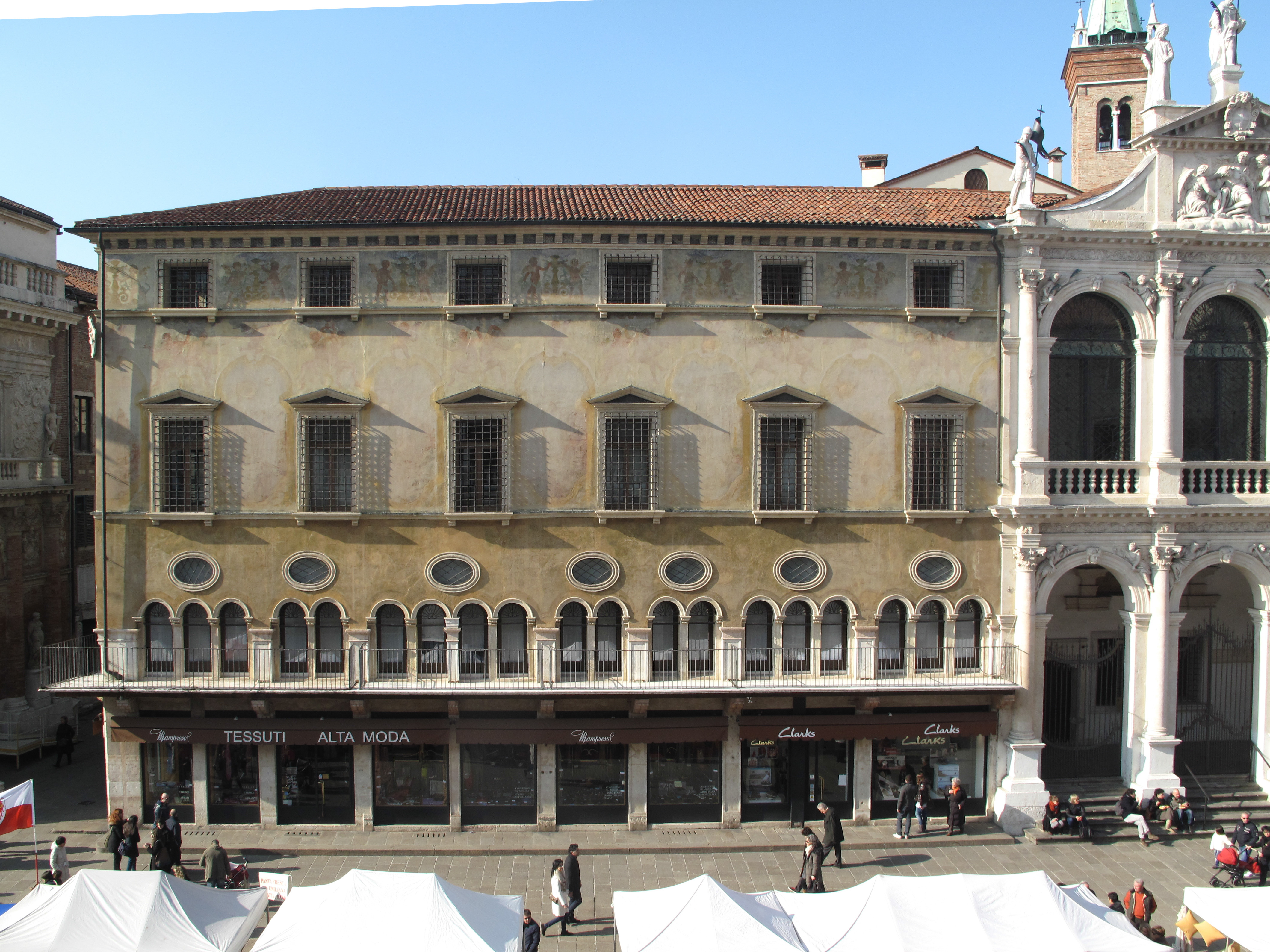

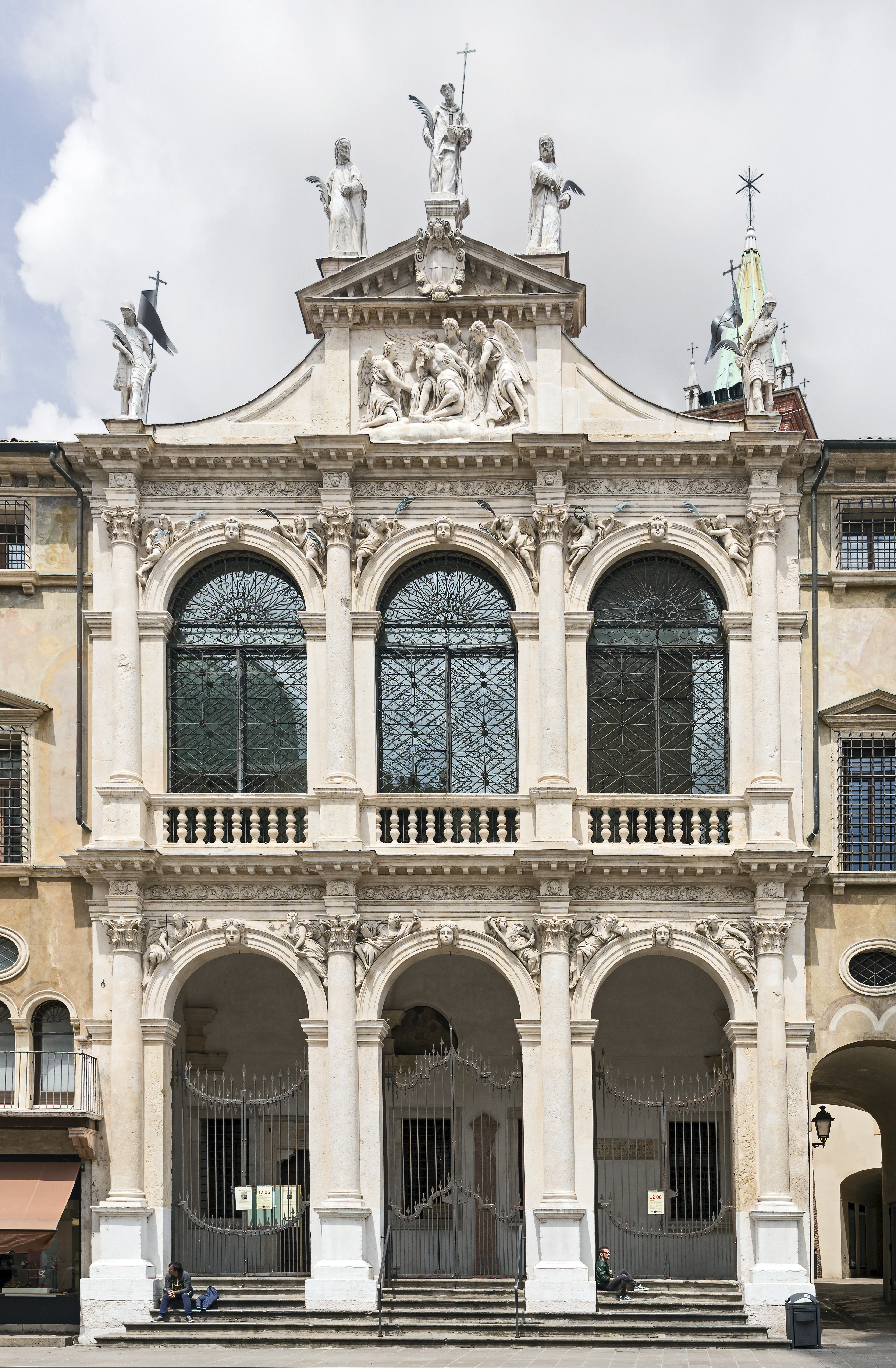

维琴察公典行是威尼斯共和国内地第一个公典行，开业于1486年6月12日，威尼斯公爵马可·巴尔巴里戈下令驱逐犹太人约一个月后，在圣文生堂建立公典行。 